# Microlophus
Genre
Microlophus est un genre de sauriens de la famille des Tropiduridae.

## Répartition
Les espèces de ce genre se rencontrent en Amérique du Sud.

## Liste des espèces
Selon The Reptile Database (8 août. 2019) :
- Microlophus albemarlensis (Baur, 1890)
- Microlophus atacamensis (Donoso-Barros, 1960)
- Microlophus barringtonensis (Baur, 1892)
- Microlophus bivittatus (Peters, 1871)
- Microlophus delanonis (Baur, 1890)
- Microlophus duncanensis (Baur, 1890)
- Microlophus grayii (Bell, 1843)
- Microlophus habelii (Steindachner, 1876)
- Microlophus heterolepis (Wiegmann, 1834)
- Microlophus indefatigabilis (Baur, 1890)
- Microlophus jacobii (Baur, 1892)
- Microlophus koepckeorum (Mertens, 1956)
- Microlophus occipitalis (Peters, 1871)
- Microlophus pacificus (Steindachner, 1876)
- Microlophus peruvianus (Lesson, 1830)
- Microlophus quadrivittatus (Tschudi, 1845)
- Microlophus stolzmanni (Steindachner, 1891)
- Microlophus tarapacensis Donoso-Barros, 1966
- Microlophus theresiae (Steindachner, 1901)
- Microlophus theresioides (Donoso-Barros, 1966)
- Microlophus thoracicus (Tschudi, 1845)
- Microlophus tigris (Tschudi, 1845)
- Microlophus yanezi Ortiz-Zapata, 1980

## Publication originale
- Duméril & Bibron, 1837 : Erpétologie Générale ou Histoire Naturelle Complète des Reptiles. Librairie. Encyclopédique Roret, Paris, vol. 4, p. 1-570 (texte intégral).